# Carl Brockhausen
Carl Brockhausen, auch Karl Brockhausen (* 9. Mai 1859 in Emmerich; † 16. September 1951 in Kitzbühel) war ein österreichischer Verwaltungsjurist.

## Leben
Carl Brockhausen, gebürtig aus Emmerich, Sohn des Kaufmanns Robert Brockhausen und der Elise geborene von Gimborn, widmete sich nach der Matura einem Studium der Rechtswissenschaften an der Universität Wien, das er 1882 mit dem Erwerb des akademischen Grades eines Dr. iur. abschloss.
Seine berufliche Laufbahn begann Carl Brockhausen im Unterrichtsministerium, später wurde ihm die Stelle eines Universitätskanzleidirektors übertragen. Zusätzlich stand Brockhausen dem Innen-, Sozial- und Handelsminister des Kaiserreichs wie der Republik Österreich in beratender Funktion zur Verfügung. Daneben habilitierte er sich 1894 an der Universität Wien mit einem Buch über Vereinigung und Trennung von Gemeinden, erschienen Wien 1893, für österreichisches Verwaltungsrecht. 1907 erfolgte dort seine Ernennung zum ordentlichen Professor.
Carl Brockhausen war mit Elsa, der Tochter des Sektionschefs Adolf Ritter von Doppler verheiratet. Er verstarb am 16. September 1951 im Alter von 92 Jahren in Kitzbühel. Im Jahre 1960 wurde die Brockhausengasse im 22. Wiener Gemeindebezirk nach ihm benannt.

## Wirken
In seinen verwaltungsrechtlichen Arbeiten befasste Brockhausen sich mit drei Problemkreisen, nämlich Selbstverwaltung, Polizeirecht sowie Verwaltungsreform. Er wies die Sinnlosigkeit der gesetzlichen Gegenüberstellung von übertragenem und selbständigem Wirkungsbereich von Gemeinden nach, legte die Rechtswidrigkeit von Polizeiverboten nach Paragraph 7 der Verordnung vom 20. April 1854 dar und trat für die Einführung einer Strafpflicht der politischen Behörden ein.
Während des Ersten Weltkriegs veröffentlichte Carl Brockhausen 1915 einen patriotischen Text namens Osterreichs Kriegsziel, worin er einen "nachhaltigen Frieden" als das Ziel des Krieges für Österreich-Ungarn darstellte. Er wurde dafür von Karl Kraus in Die letzten Tage der Menschheit, I. Akt, 6. Szene, verspottet.
Nach Aufdeckung von Gräuelpropaganda in österreichischen Zeitungen über angebliche Untaten serbischer Soldaten wirkte mit an der Gründung der Internationalen Rundschau mit, um gegen „systematische wie gedankenlose Volksverhetzung“ anzugehen.
Basierend auf seinen liberalen Idealen, wurde er zu einem Vorkämpfer des Pazifismus und der Völkerverständigung. Diese bezeichnet er in seinem Alterswerk Erdwandel, Seelenwandel und die Völker Europas, erschienen 1936, nicht nur als Gebot der Sittlichkeit, sondern auch als eines der Vernunft. Brockhausen gehörte 1895 zu den Mitbegründern der ersten volkstümlichen Universitätskurse in Europa.

## Werke
- Über das sogenannte Verbotsrecht der landesfürstlichen politischen Behörden, In: Grünhuts Zeitschrift, Wien 1896
- Die Strafpflicht der politischen Behörden, In: Grünhuts Zeitschrift, Wien 1898
- Die österreichische Gemeindeordnung, Wien 1905
- Österreichische Verwaltungsreformen, Wien 1911
- Österreichs Kriegsziel, Hölzel, Wien 1915
- Zur österreichischen Verwaltungsreform, Wien 1917
- Europa 1914 und 1924, Wien 1924
- Deutschland im Spiegel Frankreichs, 1926